# Солтис
Солтис або шолтейс (від лат. scultetus, sculteus через нім. Schultheiß, Schultheiss, Schulz, сілезьке Scholz) — у середньовіччі голова села або селища у Середній та Східній Європі. Завдання солтиса було керувати своїм селом та збирати податки для короля. Він мав майже таке значення як сьогодні мер міста або як староста села.
Існували солтиси і в Україні. Наприклад в Закарпатті, де вони засновували в XII–XIV ст. села та на українських землях Речі Посполитої.
На західно-українських землях, які з 14 ст. підпали під владу Польщі, солтис це особа, що її призначував феодал начальником села, заснованого на німецькому праві. Солтис був заступником пана щодо поселенців, головою сільської самоуправи і суду; до 16 ст. посада солтиса була спадкова.
У селах Західної України, яка входила 1923-1939 до складу Польщі, солтис був керівником адміністрації і територіального самоврядування на території сільської громади. У подібному значенні поняття "солтис" функціонує також у сучасній Польщі (див. Солтиство).

## Прізвище
Українське прізвище поширене на Західній Україні, що можливо було утворене від діяльності її першоносія.